# 永川君 (1422年)
永川君姓李名定，是朝鮮王朝的宗室，孝寧大君的嫡五子。正妻醴泉權氏為直長權光之女，兩人育有三女。他另外與側室育有兩名庶子，被休棄的庶長媳為女詩人於乙宇同。